# Lu Andrade
Pour les articles homonymes, voir Andrade.
Luciana Andrade, dite Lu Andrade, née le 18 septembre 1978 à Varginha, est une chanteuse brésilienne.
De 2002 à 2004, et de 2017 à aujourd'hui, elle est membre du groupe Rouge.

## Biographie
Fille de Walter Andrade et Clair Andrade, Luciana est originaire de Varginha, Minas Gerais. Elle a 3 frères : Guilherme, Gustavo et Lidiane.
Depuis son enfance, elle se passionne pour la musique, elle improvise des petits spectacles pour sa famille sur scène dans le sous-sol de sa maison. En 1984, à l'âge de 5 ans, elle chante publiquement pour la première fois en l'honneur de la fête des mères et se produit depuis lors de tous les festivals organisés dans son école. Peu de temps après, elle fait partie de la chorale de son église et est invitée à chanter l'hymne national dans les villes de Minas Gerais. Elle y rejoint le groupe Trem de Minas et partage la scène avec des musiciens influencés par la pop, le rock et la musique brésilienne.
En 1999, à l'âge de 20 ans, elle a commencé à composer ses propres chansons, et la même année, elle est allée à l'école de publicité, où elle a fréquenté jusqu'au sixième semestre. À 22 ans, elle reçoit une bourse pour étudier le chant au conservatoire de Souza Lima et s'installe à São Paulo. Là, elle a également étudié la guitare, le piano et faisait partie de la chorale.